# Municipio de Arvika
Arvika es un municipio de la Provincia de Värmland, al suroeste de Suecia. Su cede se sitúa en la ciudad homónima.

## Geografía
La ciudad de Arvika se encuentra en Kyrkviken, una bahía de Glafsfjorden, el único fiordo navegable de Suecia.
Arvika y sus alrededores tienen una excelente infraestructura acuática. De hecho tiene el puerto más profundo de Suecia

## Industria
Arvika tiene grandes industrias donde trabaja la mayoría de la población, algunas de estas son una fábrica de construcción de Volvo, una fundición de hierro y una fábrica de cafeteras.

## Demografía
| Gráfica de evolución de Municipio de Arvika entre 1970 y 2020 |
|                                                               |
| Statistiska centralbyrån.                                     |

## Ciudades hermanadas
- Kongsvinger - Noruega
- Skive - Dinamarca
- Ylöjärvi - Finlandia